# NGC 2244
إن جي سي 2244 (بالإنجليزية: NGC 2244)‏ عنقود نجمي مفتوح أو تجمع مفتوح موقع إن جي سي 2244 في قلب سديم الوردة في كوكبة وحيد القرن ويقدر عمر هذه المجموعة أقل من 5 ملايين سنة ومن ألمع نجومها HD 46223 أكثر لمعانا من الشمس 400.000 وأكبر منها 50 مرة. والنجم HD 46150 أكبر من الشمس 450.000 مرة وأضخم منها 60 مرة ويتوقع أنه نجم ثنائي. يبعد هذا العنقود عنا بحدود 5.200 سنة ضوئية بنفس بعد السديم ويتوقع أنه أبعد من ذلك نظرا لوجوده في قلب السديم وينير عنقود أن جي سي 2244 سديم الوردة، ويمكن مشاهدته بتلسكوب صغير في اتجاه كوكبة وحيد القرن.

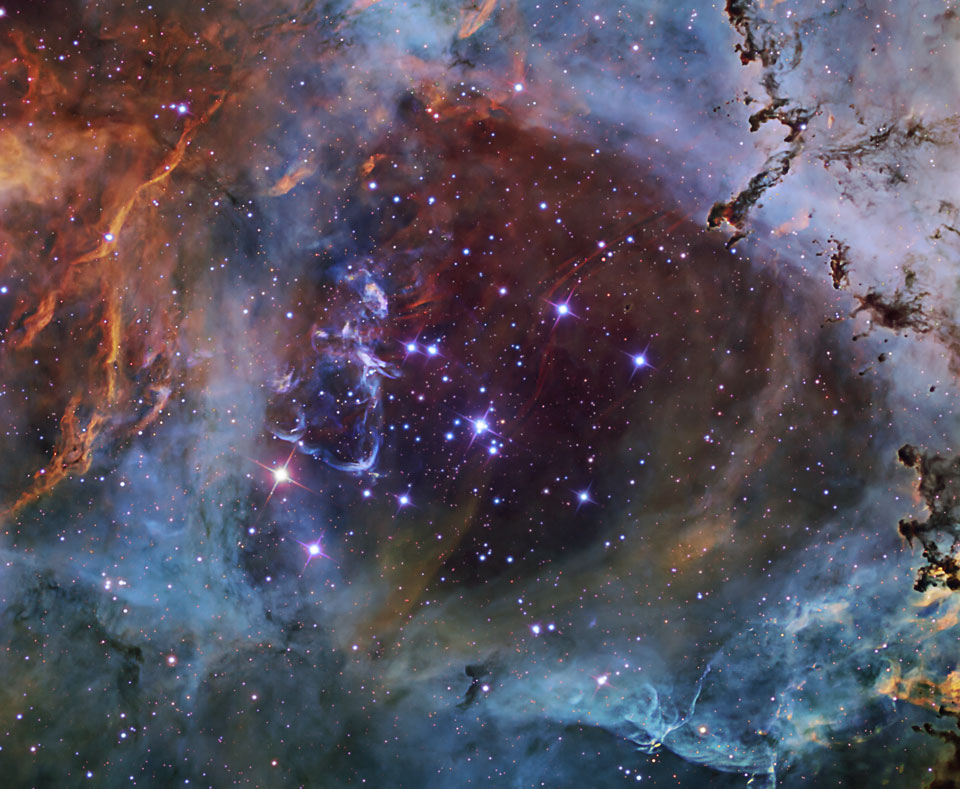
أن جي سي 2244 في قلب سديم الوردة

يحوي هذا التجمع النجمي عددا كبيرا من النجوم الضخمة من النوع O-type star ، شديدة السخونة وتتسبب في إنتاج إشعاعات شديدة ورياح نجمية شديدة.
الجرم السماوي HD 46150 ذو تصنيف طيفي O5V .

## مصادر خارجية

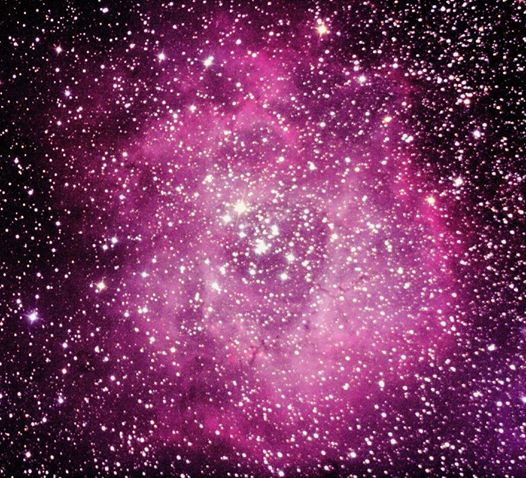
NGC 2244

## اقرأ أيضا
- إن جي سي 3311